# Alfred Dunhill Championship
Le Alfred Dunhill Championship est un tournoi de golf se déroulant en Afrique du Sud. Il figure au calendrier du Sunshine Tour et du Circuit Européen.

## Histoire
Le tournoi doit sa fondation à la volonté du sponsor du Championnat PGA d'Afrique du Sud, alors nommé Alfred Dunhill PGA Championship de rompre sa collaboration avec les organisateurs de ce dernier tournoi. Il crée son propre tournoi et conserve également la date du précédent tournoi au calendrier du circuit européen. Il est à noter qu'un autre tournoi du circuit européen porte le nom de ce même sponsor : le  Dunhill Links Championship qui se déroule sur les links d'Écosse.

## Palmarès
| année                       | Saison                      | Saison                      | Vainqueur                   | Nationalité                 | Score                       |
| année                       | Sunshine Tour               | Circuit Européen            | Vainqueur                   | Nationalité                 | Score                       |
| Alfred Dunhill Championship | Alfred Dunhill Championship | Alfred Dunhill Championship | Alfred Dunhill Championship | Alfred Dunhill Championship | Alfred Dunhill Championship |
| --------------------------- | --------------------------- | --------------------------- | --------------------------- | --------------------------- | --------------------------- |
| 2000                        | 1999–00                     | 2000                        | Anthony Wall                |                             | 204 (-12)                   |
| 2001                        | 2000–01                     | 2001                        | Adam Scott                  |                             | 267 (-21)                   |
| Dunhill Championship        |                             |                             |                             |                             |                             |
| 2002                        | 2001–02                     | 2002                        | Justin Rose                 |                             | 268 (-20)                   |
| 2003                        | 2002–03                     | 2003                        | Mark Foster                 |                             | 273 (-15)PO                 |
| 2004                        | 2003–04                     | 2004                        | Marcel Siem                 |                             | 266 (-22)PO                 |
| 2004                        | 2004–05                     | 2005                        | Charl Schwartzel            |                             | 281 (-7)PO                  |
| 2005                        | 2005–06                     | 2006                        | Ernie Els                   |                             | 274 (-14)                   |
| Alfred Dunhill Championship |                             |                             |                             |                             |                             |
| 2006                        | 2006–07                     | 2007                        | Álvaro Quirós               |                             | 275 (-13)                   |
| 2007                        | 2007                        | 2008                        | John Bickerton              |                             | 275 (-13)                   |
| 2008                        | 2008                        | 2009                        | Richard Sterne              |                             | 271 (-17)                   |
| 2009                        | 2009                        | 2010                        | Pablo Martín                |                             | 271 (-17)                   |
| 2010                        | 2010                        | 2011                        | Pablo Martín                |                             | 277 (-11)                   |
| 2011                        | 2011                        | 2011                        | Garth Mulroy                |                             | 269 (-19)                   |
| 2012                        | 2012                        | 2013                        | Charl Schwartzel            |                             | 264 (-24)                   |
| 2013                        | 2013                        | 2014                        | Charl Schwartzel            |                             | 271 (-17)                   |
| 2014                        | 2014                        | 2015                        | Branden Grace               |                             | 268 (-20)                   |
| 2015                        | 2015                        | 2016                        | Charl Schwartzel            |                             | 273 (-15)                   |

## Annexe